# Naz Aydemir

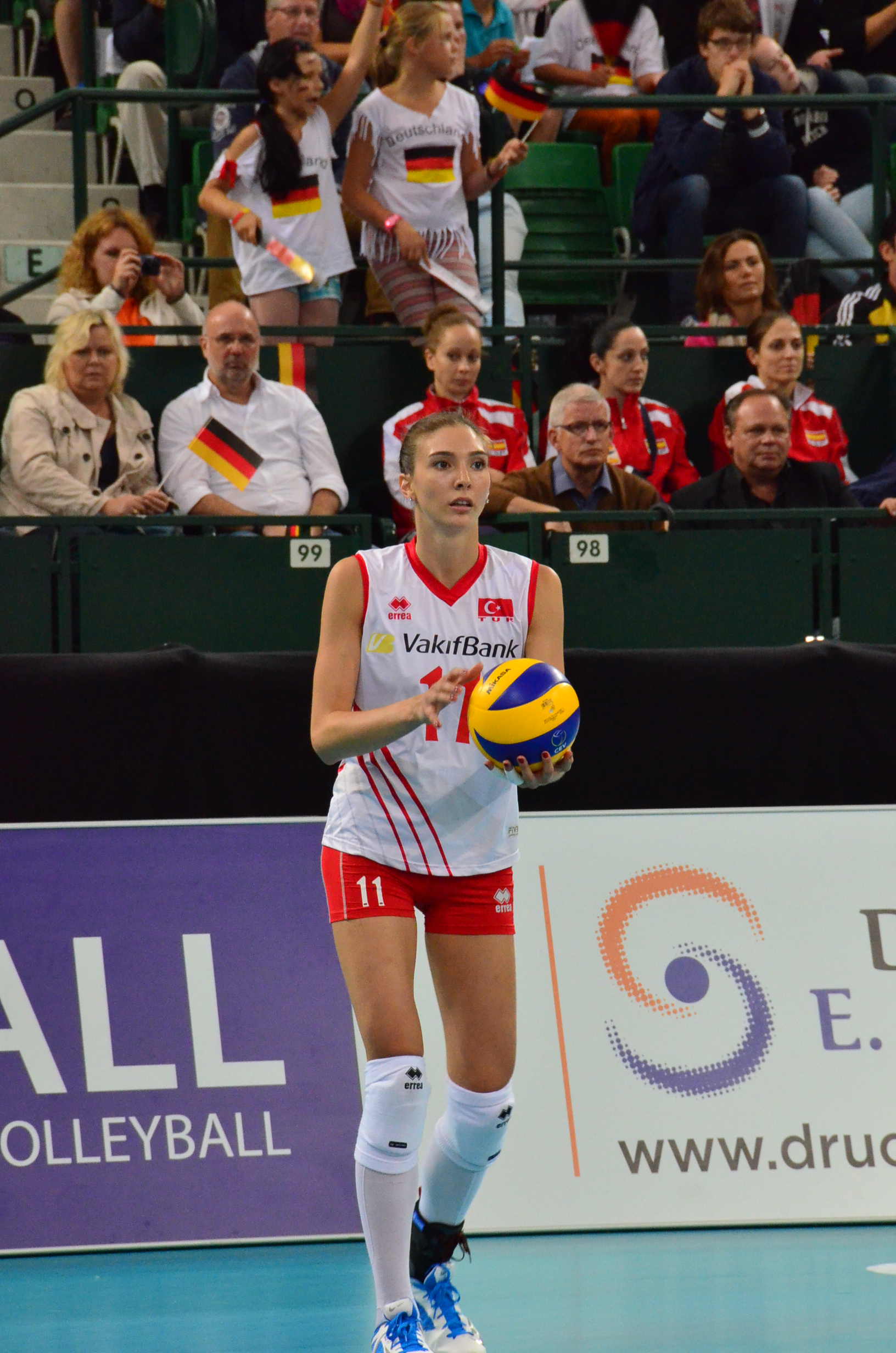
Naz Aydemir en Eurocopa 2013

Naz Aydemir Akyol, més coneguda com a Naz Aydemir (Istanbul, 14 d'agost de 1990) és una jugadora de voleibol turca. Actualment juga a VakıfBank SK i també a la selecció nacional de voleibol femenina de Turquia. Des del 2016 va publicar diversos llibres sobre l'esport infantil.
Naz Aydemir està casada amb Cenk Akyol, jugador de basquetbol de Galatasaray i de la selecció turca, des del 2013.